# Врождённая блокада сердца
Врождённая полная блокада сердца(ВпБС) - это редкое заболевание, сопровождающееся атриовентрикулярной диссоциацией и брадикардией.Частота встречаемости составляет около 1 случая на 22 000 новорождённых.. Данное заболевание сопровождается высокой летальностью.

## Классификация, I тип
ВпБС следует делить на 2 типа:
1. Сопровождающуюся структурными измениями сердечной ткани
2. Изолированную, развивающуюся на интактном (помимо блокады) сердце

Первый тип ассоциирован с худшим прогнозом относительно выживаемости и выздоровления и определяется аномалией сердца, лежащей в основе блокады.

Чаще всего такими аномалиями выступают врождённые изменения транспозиции и атриовентрикулярные дефекты перегородки, для которых характерно разделение правого и левого отверстий.

## Второй тип
Изолированная ВпБС была впервые описана в 1901 году. Большинство блокад ІІ типа имеют аутоиммунную природу. 

Установлена четкая связь между развитием изолированной блокады и наличием в крови матери антител к внутриклеточным рибонуклеопротеинам Ro(SS-A) и La (SS-B), вызывающих волчаночный синдром у новорождённых

Антитела, проникающие через плаценту, повреждают здоровое сердце плода. Женщины с высоким титром анти-Ro антител имеют 3% риск развития неонатального волчаночного синдрома. 

ВпБС второго типа иногда возникает вследствие миокардита и редких болезней накопления (Болезнь Хантера, синдром Hurler).

## Осложнения
Отдалёнными осложнениями у всех пациентов (независимо от типа блокады) являются дилятация и дисфункция миокарда желудочков.
У детей с аутоиммунной блокадой часты случаи сердечной эктопии и удлинения интервала QT.
У пациентов без кардиостимулятора повышен риск развития наджелудочковых аритмий, тромбоэмболий, сердечной недостаточности и внезапной смерти.

## Лечение
В лечении изолированной блокады сердца предпочтение отдают глюкокортикоидам, которые не метаболизируются плацентой, прежде всего дексаметазону. Его применение позволяло снизить активность воспалительного процесса и титр материнских антител. Некоторых результатов удалось добиться при использовании плазмафереза и адреноэргических препаратов.